# Amara coelebs
Amara coelebs är en skalbaggsart som beskrevs av Hayward. Amara coelebs ingår i släktet Amara och familjen jordlöpare. Inga underarter finns listade i Catalogue of Life.